# Caravaggio (film)
Caravaggio – brytyjski dramat biograficzny z 1986 roku w reżyserii Dereka Jarmana, opowiadający o życiu Michelangelo Merisi da Caravaggio, włoskiego malarza doby baroku.

## Obsada
- Nigel Terry – Caravaggio
- Tilda Swinton – Lena
- Spencer Leigh – Jerusaleme
- Michael Gough – kardynał Del Monte
- Nigel Davenport – Marchese Giustiniani
- Robbie Coltrane – kardynał Borghese
- Jonathan Hyde – Baglione
- Sean Bean – Ranuccio Thomasoni
- Jack Birkett – papież
- Noam Almaz – Caravaggio w dzieciństwie
- Dawn Archibald – Pipo
- Sadie Corre – księżniczka Collona
- Una Brandon-Jones – płącząca kobieta
- Imogen Claire – dama z klejnotem
- Garry Cooper – Davide
- Lol Coxhill – stary kapłan